# Али (ябгу)
Али́ или Али́-хан — предпоследний ябгу Огузской державы в X веке, накануне сельджукского нашествия. Информации о нём содержится в «Огуз-Наме» и в «Родословной туркмен», однако её крайне мало и она достаточно противоречивая. Известно, что он правил в Янгикенте, однако время и обстоятельства его прихода к власти неизвестны. Согласно туркменским родословным, Али был избран ханом огузов, живших в степях Приаралья. Современные исследователи предполагают, что это могло случиться не раньше середины — начала второй половины X века. Возможно, был выходцем из племени барани, которое возможно соответствует берендеям и русских летописей. После смерти Али ему наследовал Шах-Малик, ставший последним ягбу Огузской державы.